# Коне, Драмане
Драмане́ Коне́ (фр. Dramane Koné; род. 10 ноября 1989, Апромпрону, Комоэ) — ивуарийский футболист, защитник кыргызстанского клуба «Нефтчи» Кочкор-Ата.

## Карьера
С 2011 года выступал в Казахстане за клубы первой лиги. В 2011 году играл за «Акжайык», в начале 2012 года перешёл в «Астана-1964», в 2015 году стал игроком клуба «Каспий». В начале 2019 года подписал контракт с казахстанским клубом «Мактаарал». Провёл в первой лиге 260 матчей. В сезоне 2021 года вместе с «Мактааралом» стал серебряным призёром первой лиги и заслужил право на выход в высший дивизион.

## Достижения
«Мактаарал»
- Серебряный призёр Первой лиги: 2021

## Клубная статистика
| Игровая карьера | Игровая карьера     | Игровая карьера | Лига | Лига | Кубок | Кубок | Межд. | Межд. | Др. | Др. |
| --------------- | ------------------- | --------------- | ---- | ---- | ----- | ----- | ----- | ----- | --- | --- |
| 2015            | Каспий              | Б               | 23   | 0    | 2     | 0     | —     | —     | —   | —   |
| 2016            | Каспий              | Б               | 27   | 4    | 3     | 0     | —     | —     | —   | —   |
| 2017            | Каспий              | Б               | 23   | 1    | 1     | 0     | —     | —     | —   | —   |
| 2018            | Каспий              | Б               | 27   | 1    | 1     | 0     | —     | —     | —   | —   |
| 2019            | Мактаарал           | Б               | 26   | 2    | 2     | 0     | —     | —     | —   | —   |
| 2020            | Мактаарал           | Б               | 12   | 1    | —     | —     | —     | —     | —   | —   |
| 2021            | Мактаарал           | Б               | 22   | 4    | 8     | 2     | —     | —     | —   | —   |
| 2022            | Мактаарал           | А               | 16   | 1    | 5     | 0     | —     | —     | —   | —   |
| 2023            | Мактаарал           | А               | 17   | 0    | 2     | 1     | —     | —     | —   | —   |
| 2024            | Нефтчи (Кочкор-Ата) | А               | —    | —    | —     | —     | —     | —     | —   | —   |